# Jij bent zo (single)
Jij bent zo is een single van de Nederlandse zanger Jeroen van der Boom. Het is een Nederlandstalige cover van het nummer Silencio van de Spaanse zanger David Bisbal.

## Inhoud
Muzikaal gezien zijn het origineel en de cover identiek. Voor Jij bent zo is echter een totaal andere Nederlandstalige tekst gemaakt. Silencio vertelt over de pijn van de zanger nadat een relatie is uitgegaan. Jeroen van der Boom bezingt in de Nederlandse versie dat zijn vriendin en hij erg van elkaar verschillen en het eigenlijk nooit eens zijn. Het gaat zo ver, dat ze eigen waarden heeft en zich niets van haar omgeving aantrekt. Maar toch houdt hij van haar, omdat zij gewoon zo is. Kenmerkend voor beide versies van het nummer is dat in het refrein alle hoofdzinnen op een O-klank eindigen.

## Tracklist
1. Jij bent zo
2. Jij bent zo (Akoestisch)

## Hitverloop
Begin augustus 2007 klom Jij bent zo naar de eerste plaats in de Nederlandse hitlijsten. De single maakte (tijdelijk) een einde aan de hegemonie van Blijf bij mij van André Hazes en Gerard Joling, dat 11 weken lang de Nederlandse Top 40 en 12 weken (met onderbrekingen) de Single Top 100 aanvoerde. Jij bent zo is het Top 40/100-debuut voor Van der Boom, en daarmee ook zijn eerste nummer 1-hit. Na twee weken op nummer 1 in de top 40 vertoefd te hebben, bleef de plaat negen weken lang op nummer 2 hangen. Daarmee verbeterde Van der Boom het record van de chanson Non, non, rien n'a changé van Les Poppys uit 1971 en Que sí que no van Jody Bernal uit 2000, die beiden 8 weken onafgebroken op nummer 2 stonden. Nooit eerder stond een hit zo lang (achter elkaar) op de tweede plek. In 2016 evenaarde One Dance van Drake, Wizkid en Kyla dit record door ook negen weken onafgebroken op deze plek te staan. In 2019 stond I Don't Care van Ed Sheeran en Justin Bieber elf weken op de tweede plaats, maar dit was afgebroken in een periode van drie en acht weken. In de top 100 hield hij het in totaal 3 weken vol op nr. 1, hoewel hij al na één week tijdelijk werd onderbroken door achtereenvolgens André Hazes & Gerard joling (twee keer), Mika (twee keer) en Guus Meeuwis. Jij bent zo uiteindelijk verdween na 25 weken uit de Top 40 en na 38 weken uit de top 100. Het werd de op een na best verkochte single-cd van 2007. De videoclip voor Jij Bent Zo werd gemaakt door Cees Quakkelaar van Inventive Film. Hij tekende voor regie, camera en montage. De clip werd destijds gemaakt in opdracht van TV Oranje.
In Vlaanderen kwam de single ook op nummer 1 terecht. Na twee weken moest het plaats maken voor Kom dans met mij van Laura Lynn en Frans Bauer. Jij bent zo bleef vervolgens nog flink wat weken in de top 10 zweven.
Op 1 maart 2008 kreeg hij samen met tekstschrijver Tony Neef tijdens de finale van Idols 4 uit handen van Martijn Krabbé een gouden plaat uitgereikt voor Jij bent zo voor 25 duizend verkochte exemplaren. De single staat op dat moment al ruim zeven maanden in de Mega Top 100 genoteerd.

### Hitnotering
| Jij bent zo in de Nederlandse Top 40 – binnen: 07-07-2007 | Jij bent zo in de Nederlandse Top 40 – binnen: 07-07-2007 | Jij bent zo in de Nederlandse Top 40 – binnen: 07-07-2007 | Jij bent zo in de Nederlandse Top 40 – binnen: 07-07-2007 | Jij bent zo in de Nederlandse Top 40 – binnen: 07-07-2007 | Jij bent zo in de Nederlandse Top 40 – binnen: 07-07-2007 | Jij bent zo in de Nederlandse Top 40 – binnen: 07-07-2007 | Jij bent zo in de Nederlandse Top 40 – binnen: 07-07-2007 | Jij bent zo in de Nederlandse Top 40 – binnen: 07-07-2007 | Jij bent zo in de Nederlandse Top 40 – binnen: 07-07-2007 | Jij bent zo in de Nederlandse Top 40 – binnen: 07-07-2007 | Jij bent zo in de Nederlandse Top 40 – binnen: 07-07-2007 | Jij bent zo in de Nederlandse Top 40 – binnen: 07-07-2007 | Jij bent zo in de Nederlandse Top 40 – binnen: 07-07-2007 | Jij bent zo in de Nederlandse Top 40 – binnen: 07-07-2007 | Jij bent zo in de Nederlandse Top 40 – binnen: 07-07-2007 | Jij bent zo in de Nederlandse Top 40 – binnen: 07-07-2007 | Jij bent zo in de Nederlandse Top 40 – binnen: 07-07-2007 | Jij bent zo in de Nederlandse Top 40 – binnen: 07-07-2007 | Jij bent zo in de Nederlandse Top 40 – binnen: 07-07-2007 | Jij bent zo in de Nederlandse Top 40 – binnen: 07-07-2007 | Jij bent zo in de Nederlandse Top 40 – binnen: 07-07-2007 | Jij bent zo in de Nederlandse Top 40 – binnen: 07-07-2007 | Jij bent zo in de Nederlandse Top 40 – binnen: 07-07-2007 | Jij bent zo in de Nederlandse Top 40 – binnen: 07-07-2007 | Jij bent zo in de Nederlandse Top 40 – binnen: 07-07-2007 | Jij bent zo in de Nederlandse Top 40 – binnen: 07-07-2007 |
| Week                                                      | 1                                                         | 2                                                         | 3                                                         | 4                                                         | 5                                                         | 6                                                         | 7                                                         | 8                                                         | 9                                                         | 10                                                        | 11                                                        | 12                                                        | 13                                                        | 14                                                        | 15                                                        | 16                                                        | 17                                                        | 18                                                        | 19                                                        | 20                                                        | 21                                                        | 22                                                        | 23                                                        | 24                                                        | 25                                                        |                                                           |
| --------------------------------------------------------- | --------------------------------------------------------- | --------------------------------------------------------- | --------------------------------------------------------- | --------------------------------------------------------- | --------------------------------------------------------- | --------------------------------------------------------- | --------------------------------------------------------- | --------------------------------------------------------- | --------------------------------------------------------- | --------------------------------------------------------- | --------------------------------------------------------- | --------------------------------------------------------- | --------------------------------------------------------- | --------------------------------------------------------- | --------------------------------------------------------- | --------------------------------------------------------- | --------------------------------------------------------- | --------------------------------------------------------- | --------------------------------------------------------- | --------------------------------------------------------- | --------------------------------------------------------- | --------------------------------------------------------- | --------------------------------------------------------- | --------------------------------------------------------- | --------------------------------------------------------- | --------------------------------------------------------- |
| Nummer                                                    | 26                                                        | 18                                                        | 11                                                        | 4                                                         | 3                                                         | 1                                                         | 1                                                         | 2                                                         | 2                                                         | 2                                                         | 2                                                         | 2                                                         | 2                                                         | 2                                                         | 2                                                         | 2                                                         | 4                                                         | 6                                                         | 8                                                         | 9                                                         | 14                                                        | 16                                                        | 18                                                        | 27                                                        | 40                                                        | uit                                                       |

| Jij bent zo in de Nederlandse Single Top 100 – binnen: 23-06-2007 | Jij bent zo in de Nederlandse Single Top 100 – binnen: 23-06-2007 | Jij bent zo in de Nederlandse Single Top 100 – binnen: 23-06-2007 | Jij bent zo in de Nederlandse Single Top 100 – binnen: 23-06-2007 | Jij bent zo in de Nederlandse Single Top 100 – binnen: 23-06-2007 | Jij bent zo in de Nederlandse Single Top 100 – binnen: 23-06-2007 | Jij bent zo in de Nederlandse Single Top 100 – binnen: 23-06-2007 | Jij bent zo in de Nederlandse Single Top 100 – binnen: 23-06-2007 | Jij bent zo in de Nederlandse Single Top 100 – binnen: 23-06-2007 | Jij bent zo in de Nederlandse Single Top 100 – binnen: 23-06-2007 | Jij bent zo in de Nederlandse Single Top 100 – binnen: 23-06-2007 | Jij bent zo in de Nederlandse Single Top 100 – binnen: 23-06-2007 | Jij bent zo in de Nederlandse Single Top 100 – binnen: 23-06-2007 | Jij bent zo in de Nederlandse Single Top 100 – binnen: 23-06-2007 | Jij bent zo in de Nederlandse Single Top 100 – binnen: 23-06-2007 | Jij bent zo in de Nederlandse Single Top 100 – binnen: 23-06-2007 | Jij bent zo in de Nederlandse Single Top 100 – binnen: 23-06-2007 | Jij bent zo in de Nederlandse Single Top 100 – binnen: 23-06-2007 | Jij bent zo in de Nederlandse Single Top 100 – binnen: 23-06-2007 | Jij bent zo in de Nederlandse Single Top 100 – binnen: 23-06-2007 | Jij bent zo in de Nederlandse Single Top 100 – binnen: 23-06-2007 |
| Week                                                              | 1                                                                 | 2                                                                 | 3                                                                 | 4                                                                 | 5                                                                 | 6                                                                 | 7                                                                 | 8                                                                 | 9                                                                 | 10                                                                | 11                                                                | 12                                                                | 13                                                                | 14                                                                | 15                                                                | 16                                                                | 17                                                                | 18                                                                | 19                                                                | 20                                                                |
| ----------------------------------------------------------------- | ----------------------------------------------------------------- | ----------------------------------------------------------------- | ----------------------------------------------------------------- | ----------------------------------------------------------------- | ----------------------------------------------------------------- | ----------------------------------------------------------------- | ----------------------------------------------------------------- | ----------------------------------------------------------------- | ----------------------------------------------------------------- | ----------------------------------------------------------------- | ----------------------------------------------------------------- | ----------------------------------------------------------------- | ----------------------------------------------------------------- | ----------------------------------------------------------------- | ----------------------------------------------------------------- | ----------------------------------------------------------------- | ----------------------------------------------------------------- | ----------------------------------------------------------------- | ----------------------------------------------------------------- | ----------------------------------------------------------------- |
| Nummer                                                            | 61                                                                | 26                                                                | 17                                                                | 11                                                                | 7                                                                 | 7                                                                 | 1                                                                 | 2                                                                 | 2                                                                 | 3                                                                 | 3                                                                 | 3                                                                 | 2                                                                 | 2                                                                 | 1                                                                 | 1                                                                 | 3                                                                 | 2                                                                 | 5                                                                 | 7                                                                 |
| Week                                                              | 21                                                                | 22                                                                | 23                                                                | 24                                                                | 25                                                                | 26                                                                | 27                                                                | 28                                                                | 29                                                                | 30                                                                | 31                                                                | 32                                                                | 33                                                                | 34                                                                | 35                                                                | 36                                                                | 37                                                                | 38                                                                |                                                                   |                                                                   |
| Nummer                                                            | 9                                                                 | 9                                                                 | 15                                                                | 10                                                                | 13                                                                | 26                                                                | 26                                                                | 19                                                                | 20                                                                | 22                                                                | 31                                                                | 43                                                                | 67                                                                | 53                                                                | 69                                                                | 51                                                                | 68                                                                | 79                                                                | uit                                                               |                                                                   |

| Jij bent zo in de Vlaamse Ultratop 50 – binnen: 06-10-2007 | Jij bent zo in de Vlaamse Ultratop 50 – binnen: 06-10-2007 | Jij bent zo in de Vlaamse Ultratop 50 – binnen: 06-10-2007 | Jij bent zo in de Vlaamse Ultratop 50 – binnen: 06-10-2007 | Jij bent zo in de Vlaamse Ultratop 50 – binnen: 06-10-2007 | Jij bent zo in de Vlaamse Ultratop 50 – binnen: 06-10-2007 | Jij bent zo in de Vlaamse Ultratop 50 – binnen: 06-10-2007 | Jij bent zo in de Vlaamse Ultratop 50 – binnen: 06-10-2007 | Jij bent zo in de Vlaamse Ultratop 50 – binnen: 06-10-2007 | Jij bent zo in de Vlaamse Ultratop 50 – binnen: 06-10-2007 | Jij bent zo in de Vlaamse Ultratop 50 – binnen: 06-10-2007 | Jij bent zo in de Vlaamse Ultratop 50 – binnen: 06-10-2007 | Jij bent zo in de Vlaamse Ultratop 50 – binnen: 06-10-2007 | Jij bent zo in de Vlaamse Ultratop 50 – binnen: 06-10-2007 | Jij bent zo in de Vlaamse Ultratop 50 – binnen: 06-10-2007 | Jij bent zo in de Vlaamse Ultratop 50 – binnen: 06-10-2007 | Jij bent zo in de Vlaamse Ultratop 50 – binnen: 06-10-2007 | Jij bent zo in de Vlaamse Ultratop 50 – binnen: 06-10-2007 | Jij bent zo in de Vlaamse Ultratop 50 – binnen: 06-10-2007 | Jij bent zo in de Vlaamse Ultratop 50 – binnen: 06-10-2007 | Jij bent zo in de Vlaamse Ultratop 50 – binnen: 06-10-2007 | Jij bent zo in de Vlaamse Ultratop 50 – binnen: 06-10-2007 | Jij bent zo in de Vlaamse Ultratop 50 – binnen: 06-10-2007 | Jij bent zo in de Vlaamse Ultratop 50 – binnen: 06-10-2007 | Jij bent zo in de Vlaamse Ultratop 50 – binnen: 06-10-2007 | Jij bent zo in de Vlaamse Ultratop 50 – binnen: 06-10-2007 |
| Week                                                       | 1                                                          | 2                                                          | 3                                                          | 4                                                          | 5                                                          | 6                                                          | 7                                                          | 8                                                          | 9                                                          | 10                                                         | 11                                                         | 12                                                         | 13                                                         | 14                                                         | 15                                                         | 16                                                         | 17                                                         | 18                                                         | 19                                                         | 20                                                         | 21                                                         | 22                                                         | 23                                                         | 24                                                         |                                                            |
| ---------------------------------------------------------- | ---------------------------------------------------------- | ---------------------------------------------------------- | ---------------------------------------------------------- | ---------------------------------------------------------- | ---------------------------------------------------------- | ---------------------------------------------------------- | ---------------------------------------------------------- | ---------------------------------------------------------- | ---------------------------------------------------------- | ---------------------------------------------------------- | ---------------------------------------------------------- | ---------------------------------------------------------- | ---------------------------------------------------------- | ---------------------------------------------------------- | ---------------------------------------------------------- | ---------------------------------------------------------- | ---------------------------------------------------------- | ---------------------------------------------------------- | ---------------------------------------------------------- | ---------------------------------------------------------- | ---------------------------------------------------------- | ---------------------------------------------------------- | ---------------------------------------------------------- | ---------------------------------------------------------- | ---------------------------------------------------------- |
| Nummer                                                     | 39                                                         | 24                                                         | 7                                                          | 2                                                          | 1                                                          | 1                                                          | 2                                                          | 3                                                          | 3                                                          | 4                                                          | 4                                                          | 5                                                          | 7                                                          | 7                                                          | 5                                                          | 7                                                          | 7                                                          | 9                                                          | 10                                                         | 10                                                         | 22                                                         | 33                                                         | 46                                                         | 48                                                         | uit                                                        |

### NPO Radio 2 Top 2000
| Nummer met noteringen in de NPO Radio 2 Top 2000 | '07 | '08 | '09  |
| ------------------------------------------------ | --- | --- | ---- |
| Jij bent zo                                      | 701 | -   | 1821 |

1. ↑  Een '-' betekent dat het nummer niet was genoteerd en een vetgedrukt getal geeft de hoogste notering aan.
2. ↑  2007 was het eerste jaar met een notering voor dit nummer.
3. ↑  Deze tabel is bijgewerkt tot en met de laatste editie (2024).